# Kamenné hory
Kamenné hory (též Kamenité, polsky Góry Kamienne) jsou pohoří v jihozápadním Polsku na hranicích s Českem sousedící na západě s Krkonošemi a Janovickým Rudohořím, na severu s pohořím Góry Wałbrzyskie, na východě se Sovími horami a na jihu s Broumovskými stěnami a Závorou. Dle polského geomorfologického členění se pohoří dělí na čtyři pásma: Góry Krucze (česky Vraní hory), Czarny Las, Pasmo Lesistej a Góry Suche (česky Javoří hory). Nejvyšší horou je 934 metrů vysoká Waligóra v Górách Suchych, česká část pohoří kulminuje Královeckým Špičákem 881 m ležícím ve Vraních horách. České geomorfologické členění toto pohoří nezná a jeho jednotlivé části považuje za podcelky rozsáhlejšího celku Broumovská vrchovina, kam se dále řadí např. také Broumovské stěny a Závora. Nejvyšší hora Gór Kamienne (Waligóra 934 m), je zároveň i nejvyšší horou celé Broumovské vrchoviny.

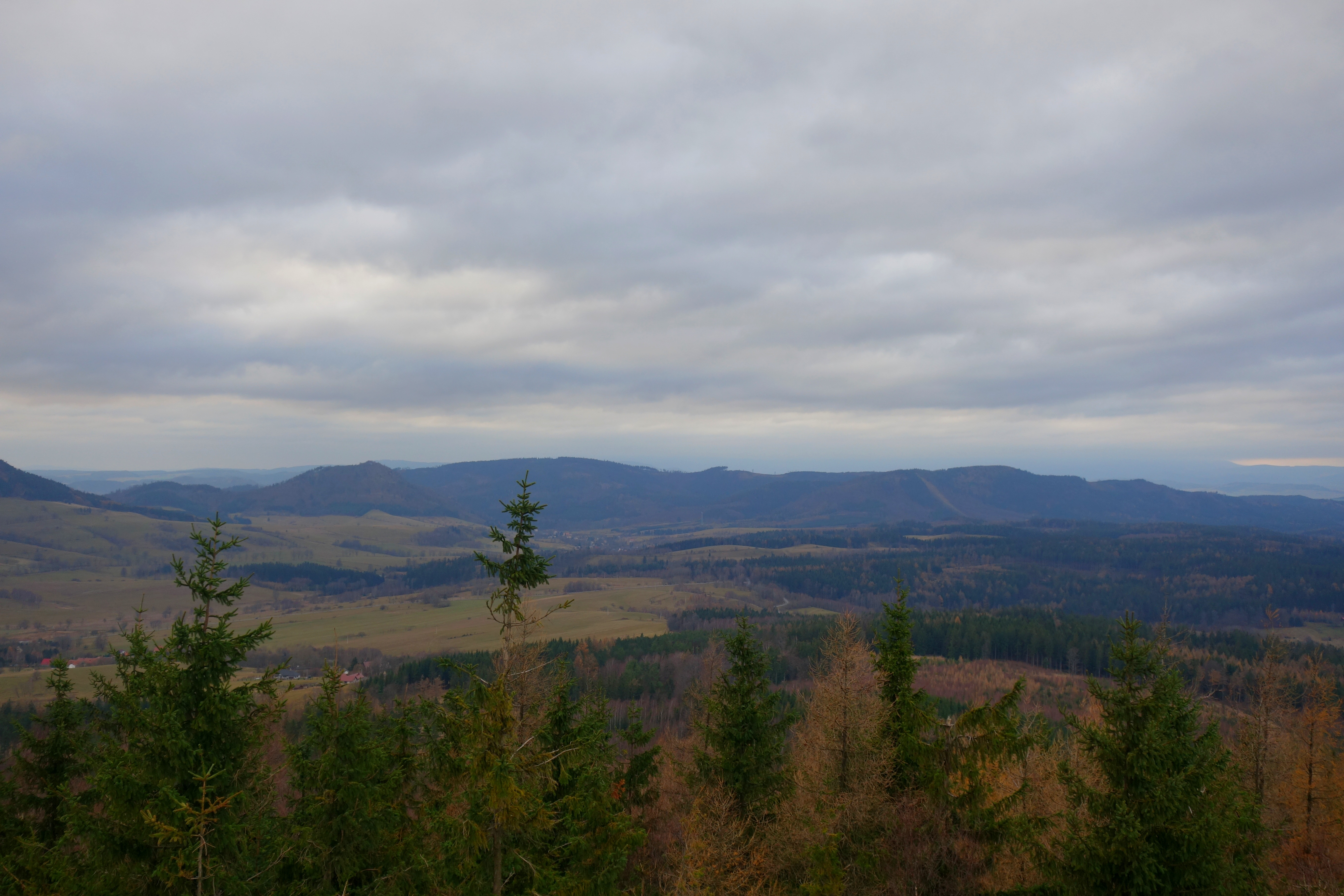
Pasmo Lesistej z hory Borowa